# ريبروفيت
ريبروفيت (بالفرنسية: Rebreuviette)‏ هي بلدية تقع في إقليم باد كاليه من منطقة نور با دو كاليه في شمال فرنسا. تبلغ مساحة هذه المدينة 8.42 (كم²)، وترتفع عن سطح البحر 85 م، يبلغ عدد سكانها 256 نسمة حسب إحصاء المعهد الوطني للإحصاء والدراسات الاقتصادية سنة 2009 م. وترأس Pierrette Duez البلدية خلال فترة (2008-2014).